# Мегалара гаруда
Мегалара гаруда (Megalara garuda) — вид ос родини Піщані оси (Crabronidae).

## Назва
Megalara garuda, де «Megalara» — «дуже великий», а «garuda» — цар птахів Гаруда, персонаж з індонезійської міфології напівптах-напівлюдина.

## Поширення
Вид був виявлений на південному сході острова Сулавесі (Індонезія) і описаний в 2012 році американським професором ентомології Лінною Кімсі (Kimsey) та німецьким гіменоптерологом Майклом Олемом (Michael Ohl)

## Таксономія
Вид відноситься до великої родини пісочних ос, але дуже сильно відрізнявся зовнішнім виглядом і будовою тіла від всіх інших представників цієї родини. Тому біологами було прийнято рішення віднести комаха в новий рід піщаних ос — Мегалара (Megalara), який включає один єдиний вид Мегалара Гаруда (Megalara garuda).

## Опис
Мегалара Гаруда — це найбільша оса в світі. Звичайна довжина її тіла досягає 3,5 см, що в середньому в 3 рази більше звичайної оси. Тіло оси забарвлене в чорний колір. Крила, що досягають 5,5 см в розмаху, мають темно-жовте забарвлення. Головна особливість оси — її щелепи, вона має просто величезні розміри, по довжині порівняні з передньою парою ніжок. Щелепи закручені в обидві сторони від голови. У виду Megalara сильно розвинений статевий диморфізм — самки на 1/4 менше самців і не мають такої великої щелепи.
Вчені поки не може пояснити, навіщо осі така будова тіла, але висуваються такі припущення: щелепи допомагають обороняти гніздо і вони ж допомагають при зляганні утримувати самку.

## Спосіб життя
Ці величезні оси є хижаками, можуть паралізувати комах, заривати їх в землю, де у них підготовлене гніздо, і там же вони відкладають яйця. Коли потомство з'являється на світ, то починає харчуватися тим, що наловили дорослі особини.